# 甑岳
甑岳（こしきだけ）は、九州南部に連なる霧島山の北部に位置する火山である。

## 山容
頂上部が平らに欠けた円錐形の山であり、離れた場所から眺めると均整のとれた台形をなしている。頂上部は火口が土砂で埋められた直径約400メートルの円形平地であり、中央部に向かってゆるやかに窪んでいる。中心付近には泥炭が堆積している。
甑岳は霧島火山群の中でも新しい部類である新期霧島火山に属する。1万8千年前、韓国岳や新燃岳の形成と同時期に噴火が繰り返されてできた成層火山である。

## 生物
東側山腹の標高1,000-1,250メートル付近にモミやツガの針葉樹林がある。温暖な九州では珍しい植生であることから日本国の天然記念物に指定されており、霧島屋久国立公園の特別保護地区ともなっている。1250メートル以上はアカマツやミズナラの林となっており、ミヤマキリシマも見られる。
頂上部は火口縁付近に林、その内側に草原、中央部に湿原があり、林はヤシャブシやコツクバネウツギ、草原はススキやミヤコザサ、湿原にはヌマガヤ、イトイヌノハナヒゲ、ミズゴケ、ツクシゼリ、モウセンゴケ、ムラサキミミカキグサ、サワギキョウなどが見られる。